# Acer lingii
Acer lingii é uma espécie de árvore do gênero Acer, pertencente à família Aceraceae.